# Marwees
Marwees är en bergstopp i Schweiz.   Den ligger i kantonen Appenzell Innerrhoden, i den östra delen av landet, 150 km öster om huvudstaden Bern. Toppen på Marwees är 2 056 meter över havet, eller 193 meter över den omgivande terrängen. Bredden vid basen är 1,6 km.
Terrängen runt Marwees är bergig åt sydväst, men åt nordost är den kuperad. Runt Marwees är det ganska tätbefolkat, med 120 invånare per kvadratkilometer.. Närmaste större samhälle är Sankt Gallen, 18,2 km norr om Marwees. 
I omgivningarna runt Marwees växer i huvudsak blandskog.